# Prix Gémeaux du meilleur spécial de variétés ou des arts de la scène
Le prix Gémeaux du meilleur spécial de variétés ou des arts de la scène est une récompense télévisuelle remise par l'Académie canadienne du cinéma et de la télévision entre 2000 et 2009.

## Palmarès

### Meilleur spécial de variétés
- 2000 - La dernière de Céline
- 2001 - Le show du Refuge
- 2002 - Offenbach à l'Oratoire : La commémoration

### Meilleur spécial de variétés ou des arts de la scène
- 2003 - France D'Amour et d'amitiés
- 2004 - Michel Cusson, un homme et sa musique
- 2009 - Martin Petit, son spectacle